# الفاز دو لیوردو
الفاز دو لیوردو (به اسپانیایی: Alfoz de Lloredo) یک شهرستان در اسپانیا است که در استان کانتابریا واقع شده‌است.

## خصوصیات
الفاز دو لیوردو ۴۶٫۳۴ کیلومترمربع مساحت و ۲٬۵۰۲ نفر جمعیت دارد و ۵۵ متر بالاتر از سطح دریا واقع شده‌است.

### شهرها
لا بوستا
کوبرسس
سیگوینزا
نووالز (مرکز)
اورینا
روداگوئرا
تونیانز